# Праисторија региона Палестине
Подручје Израела и Палестине обухвата простор од брда Хермон на северу, до југа пустиње Негев, где она дотиче Акабски залив, и од обале Средоземног мора на западу, до долине Јордана на истоку. Немогуће је наћи јединствено име које би за ово подручје вредело кроз сва историјска раздобља.
Раздобље праисторије на овом простору обухвата три доба: палеолит, неолит и калколит, а њихова тачна временска идентификација се донекле разликује у односу на одговарајућа доба у Европи. Бронзано доба представља већ увод у праву историју са првим писаним остацима на овом подручју.

## Палеолит
Палеолиту (старије камено доба, до 7. миленијума п. н. е.) припадају најстарији налази хоминидног присуства у овим крајевима, а нађени су приликом археолошких истраживања у месту Убеидија, у средишњем делу долине Јордана. Обрађени камен, као главни знак насељености у том месту, стар је између 1,4 и 1 милион година. У пећинама брда Кармел нађени су остаци хомо еректуса или првобитног хомо сапиенса. Реч је пре свега о лобањи из пећине Зутијех.
У раздобље између 13. и 10. миленијума п. н. е. датиран је костур 30-35 година старе жене у гробници на источној обали Генезаретског језера. Након 10. миленијума п. н. е. развила се тзв. натуфијанска култура у појасу у којем се средоземна обала граничи са брдима. Гробнице из тог доба сведоче о друштвеној диференцијацији, а садрже накит израђен од костију, камена и шкољки. Куће су грађене од необрађеног камена и покриване органским материјалом чији се остаци нису сачували. За храну су служиле самоникле житарице (неки стручњаци мисле да су их већ почели и узгајати), а бавили су се и ловом. У прилог теорији о преласку из номадског у седелачки начин живота сведоче и трагови присутности кућних мишева и врабаца на неким натуфијанским местима. Натуфијанци су, према нађеним костурима, били високи 153-160 cm, а живели су 32-35 година.

## Неолит
Раздобље неолита (млађе камено доба) означено је све присутнијим седелачким начином живота и већом улогом житарица у прехрани. На овом подручју су у 7. и 6. миленијуму п. н. е. номадски и седелачки начин живота још били истовремено присутни.
Предкерамичке неолитичке културе посебно су заступљене у Јерихону, у археолошком налазишту по имену Тел ес-Султан. Из тог раздобља је пронађен зид и 8,5 m високи округли торањ изграђен од камена и обложен блатом, унутар којег се налази степениште са 22 степенице. Уз то, ту су и друге грађевине начињене од непечене опеке.
Керамички неолит своје прве представнике налази у култури Јармука, а насеља из тог доба простиру се долином Јордана и средоземном обалом. Употреба керамике пристигла је у ове крајеве са севера, а овдашњи облици керамичких посуда су једноставнији и сиромашнији. Уз посуде, израђивани су и минијатурни женски ликови, вероватно повезани са култом плодности. Појављују се и први храмови, посебно у пустињским подручјима.

## Калколит
Раздобље калколита (бакарно доба, 5000.-3500. п. н. е.) обележено је успостављањем типичне медитеранске друштвено-економске структуре утемељене на малим заједницама, које су узгајале житарице, воће и поврће, држале козе и овце, нешто крупне стоке, и свиње.
Куће су или четвороугаоне или округле, изграђене на каменим темељима. Главна налазишта везана уз обраду метала смештена су у пећини Мишмар у Јудејској пустињи, као и у Тимни у пустињи Негев.
Из тог доба је посебно значајан храм нађен на подручју Ен Гедија, уз западну обалу Мртвог мора, а с њим у вези и низ вероватно ритуалних предмета израђених од бакра, нађених у близини храма. Сам храм одликује се типичним калколитичким планом светишта с улазом у дужој страни, преко пута ког се налазило место божанства (или божанстава) приказаног усправљеним дугуљастим каменом. Испред храма налазило се ограђено двориште с округлим олтаром.

### Млађи калколит
Доба млађег калколита (око 3800.-3400. п. н. е.) представља увод у бронзано доба, а у њему се посебно истичу културе у околини Мртвог мора (Тулеилат ал-Гасул, Нахал Хевер), са напредним начином обраде камена и израде керамике, израдом тканине и кошара, као и употребом бакра. Слике у Нахал Хеверу приказују призоре из ловачког живота.
Културе млађег калколита присутне су и уз средоземну обалу, у околини Тел Авива, и на подручју Голана, где су нађена бројна пастирска номадска и седелачка насеља, од којих су ова последња обележена широким а кратким насеобинама (тзв. броадром), и посебним базалтним антропоморфним и зооморфним фигурама.
Све је присутнија друштвена стратификација, а на подручју Египта и Месопотамије наступа касно прединастичко раздобље са монументалном уметношћу и архитектуром, па чак и почецима писмености.

## Бронзано доба
Као релативно уски појас уз средоземну обалу, подручје Израела, односно Палестине, које је личило на пролаз између Египта и Месопотамије, било је изразито нестабилно, како у привредном, тако и у политичком смислу.
Ово се раздобље у блискоисточној археологији обично дели на старије бронзано доба I-IV, као и средње и млађе бронзано доба.

### Старије бронзано доба I-IV
Кроз старије бронзано доба (око 3400.-2000. п. н. е.), подељено у четири раздобља, догађа се прелаз у урбано доба, и појављују се први градови, који се дефинишу као насеља ограђена зидинама. Посебно се старије бронзано доба II (око 3100.-2650. п. н. е.) истиче као прво урбано доба у овом подручју. Унутар градова развија се сложени друштвени систем са стабилним системом издржавања, што се огледа у пољопривреди и трговини. Управа се централише унутар града-државе, а писменост још увек није добро осведочена, чиме овај простор заостаје за Египтом и Месопотамијом.
Пример урбане градње ранијег бронзаног доба видљив је на налазишту Тел Арад са његовим зидинама, насељима, храмом и управном палатом.
Крај старијег бронзаног доба II-III (око 2650.-2400. п. н. е.) обележено је пропашћу урбаних насеља, што се објашњава могућим климатским променама, продирањем пустиње, пренасељеношћу, неефикасном градском управом, као и падом трговине у време “првог прелазног раздобља” у Египту (6.-11. династија).
Стога се у старијем бронзаном добу IV (око 2400.-2000. п. н. е.) на овом простору налазе само мања распршена насеља у долини Јордана и пустињи Негев, док старији градови остају напуштени.

### Средње бронзано доба
Са средњим бронзним добом (око 2000.-1500. п. н. е.) на подручју Израела и Палестине престаје праисторија, а почиње време у ком ово подручје насељавају Хананци. У овом раздобљу су поново насељена готово сва стара урбана средишта и настају нова. Богати су остаци керамике која се почиње израђивати уз помоћ грнчарског точка, а често је и осликана. Главна налазишта за првих двеста година овог раздобља су Тел Афек, Тел Дан, Бет Шеан, Шекем и Гезер.
Примери хананске керамике
У следећих двеста година додатно су се развили високо урбанизовани градови-државе, готово сви утврђени зидинама. Уз горња налазишта, овде ваља додати Јерусалим, Јерихон, Тел Зерор и Тел Полег. Расте утицај Египта, о чему сведочи велики број нађених скарабеја и алабастрона. Уз то, све је више присутна и кипарска керамика.
Завршно раздобље средњег бронзаног доба (око 1800.-1500. п. н. е.) представља врхунац урбаног развоја овог подручја, а истовремено је с а “другим прелазним раздобљем” и семитском 15. династијом (тзв. Хикси) у Египту. Појављују се нови утврђени градови, а стари се шире. За то су раздобље типичне косе зидине (тзв. glaçis), често окружене сувим опкопима. Унутар градова, али и мањих насеља, нађени су храмови, попут онога у Мегиду и Шекему. Писменост је сада присутнија и у овим крајевима. Нађени су примери протосинајског писма (у Гезеру), као и фрагментарне плочице са клинописом (у Хазору, Мегиду, Гезеру и Хеброну). Крај овог раздобља обележен је знаковима разарања у готово свим налазиштима, што је вероватно повезано са изгоном Хикса из Египта (око 1540.-1480. п. н. е.).

### Млађе бронзано доба
Млађе бронзано доба (око 1500.-1200. п. н. е.) не доноси већу обнову након претходног разарања. Египатски утицај је на свом врхунцу, о чему сведоче бројне грађевине и натписи. Посебно су значајна писма из Ел Амарне, која оцртавају друштвено-политичку ситуацију тадашњег Ханана. Ханански градови-државе су у вазалском положају према Египту, а сам Египат држи своје станице на важнијим путевима према Сирији и Месопотамији.
Крај овог раздобља сведочи о још једном разарању, посебно уз средоземну обалу, што се доводи у везу са продором “Народа с мора” (тако названи у египатским изворима), међу којима и Филистејаца. Претходна теорија по којој ово разарање ваља повезати са доласком Израелаца, данас је напуштена. Неки градови остају нетакнути, попут Мегида, Бет Шеана, Шекема и Гезера.